# Andelat
Andelat é uma comuna francesa na região administrativa de Auvérnia-Ródano-Alpes, no departamento de Cantal. Estende-se por uma área de 20,59 km². Em 2010 a comuna tinha 478 habitantes (densidade: 23,2 hab./km²).